# Храмцов, Александр Иванович
Александр Иванович Храмцов (10 мая 1921, с. Аверинское, Екатеринбургский уезд, Екатеринбургская губерния, РСФСР — 19 ноября 2004, Екатеринбург, Россия) — Герой Социалистического Труда (1966), «Почётный гражданин Свердловска» (1967), лауреат Государственной премии СССР, зуборезчик Уралмашзавода имени С. Орджоникидзе Министерства тяжёлого, транспортного и энергетического машиностроения СССР.

## Биография
Родился 10 мая 1921 года в селе Аверинском Екатеринбургского уезда Екатеринбургской губернии (ныне село Аверино Сысертского района Свердловской области).
Окончил семилетнюю школу в Верхней Пышме, затем ФЗУ и машиностроительный техникум.
Трудовую деятельность начал в 1937 году, придя на Уралмашзавод, был бригадиром зуборезчиков. В 1984 году вышел на пенсию.
Был депутатом Верховного Совета СССР, членом КПСС с 1962 года, членом ЦК КПСС, делегатом XXIV съезда КПСС и XXV съезда КПСС.
Скончался 19 ноября 2004 года. Похоронен на Верхнепышминском (Александровском) кладбище.

### Семья
Племянник — мастер спорта СССР, заслуженный тренер РСФСР Владимир Сабуров.

## Награды
За трудовые достижения был награждён:
- 09.07.1966 — звание Герой Социалистического Труда с вручением золотой медали Серп и Молот и ордена Ленина;
- Государственная премия СССР;
- 11.1967 — звание «Почётный гражданин Свердловска».